# Parafia Wniebowstąpienia Pańskiego w Klejnikach
Parafia Wniebowstąpienia Pańskiego – parafia prawosławna w Klejnikach, w dekanacie Narew diecezji warszawsko-bielskiej.
Na terenie parafii funkcjonują 3 cerkwie i 2 kaplice:
- cerkiew Wniebowstąpienia Pańskiego w Klejnikach – parafialna
- cerkiew Przemienienia Pańskiego w Klejnikach – cmentarna
- cerkiew św. Mikołaja w Koźlikach – filialna
- kaplica św. Mikołaja Cudotwórcy w Klejnikach
- kaplica Świętych Borysa i Gleba w Kożynie – filialna, przy Prawosławnym Domu Opieki „Arka”

## Liczba wiernych i zasięg terytorialny
W 1891 parafia liczyła 3529 wiernych. W 1959 parafia liczyła 3161 osób, natomiast w 1983 – 1760. W 2011 do parafii należało, według o. Aleksandra, około 900 wiernych. Parafianie zamieszkują: Klejniki, Kożyno, Koźliki, Janowo, Hukowicze, Leszczyny, Sapowo, Stupniki, Istok, Radźki, Lachy, Gorodczyno, Tyniewicze Małe i przysiółek Bujakowszczyzna.

## Wykaz proboszczów
- 5.04.1919 – 23.03.1923 – hieromnich Alipiusz (Fiedoruk)
- 1923 – ks. Andrzej Turowski
- 1923 – ks. Jan Kraskowski
- 1924 – ks. Platon Pańko
- 1924 – ks. Jan Gromotowicz
- 1924 – ks. Daniel Kuncewicz
- 1924–1931 – ks. Mikołaj Rudeczko
- 1931–1947 – ks. Anatol Kulczycki
- 1947–1951 – ks. Mikołaj Kulczycki
- 1951–1953 – ks. Aleksander Nowik
- 1953 – ks. Eutymiusz Maksymczuk
- 1954 – ks. Mikołaj Pasternacki
- 27.08.1954 – 1.08.1955 – ks. Józef Wojciuk (Wojtiuk)
- 1955–1973 – ks. Paweł Nikiciuk
- 1973–1980 – ks. Jan Juzwuk
- 23.03.1980 – 30.09.2019 – ks. Aleksander Wysocki
- 01.10.2019–2020 – ks. Leon Anchim
- od 2020 – ks. Jerzy Kulik[2]

## Galeria

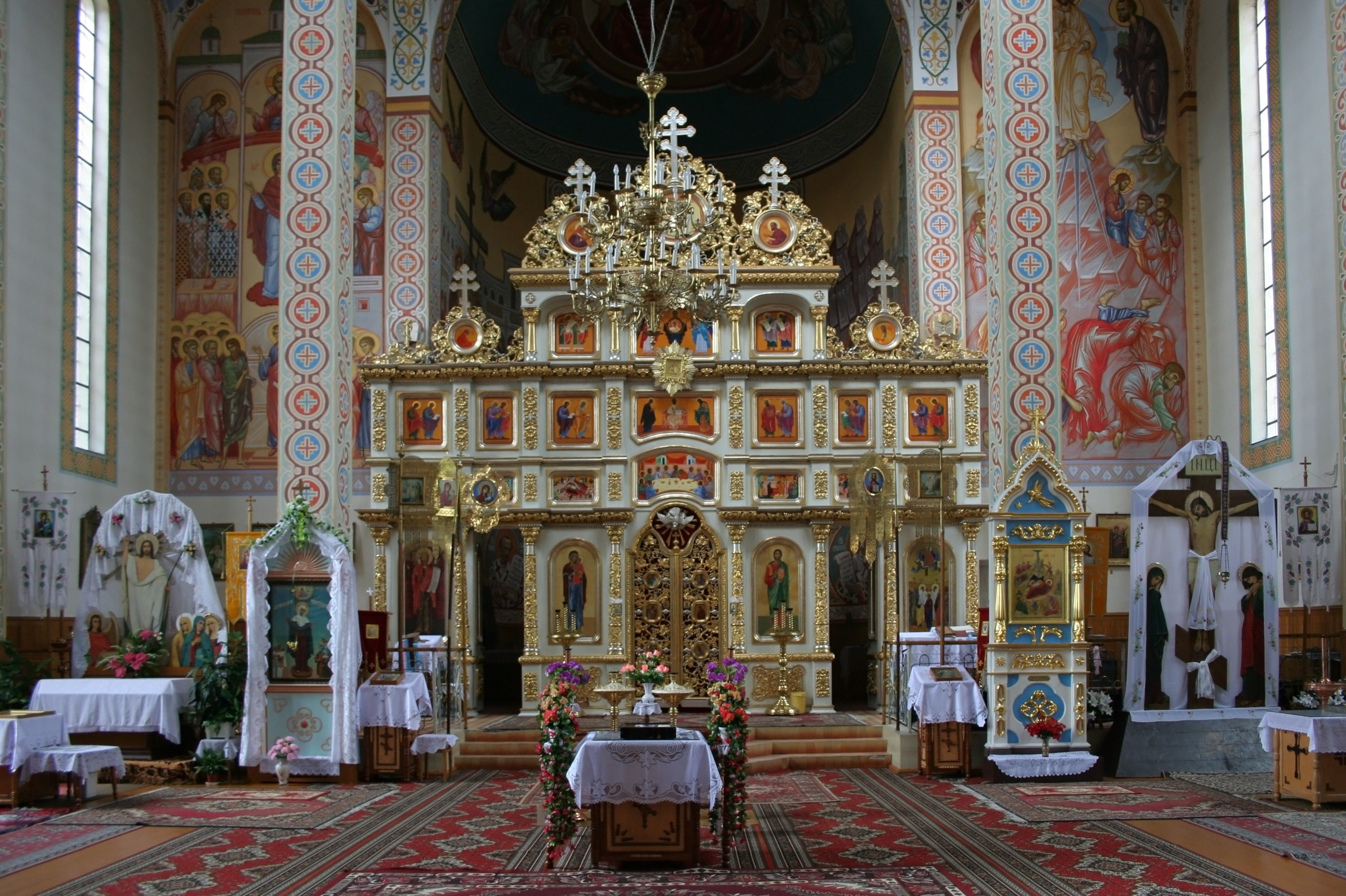
Wnętrze cerkwi parafialnej
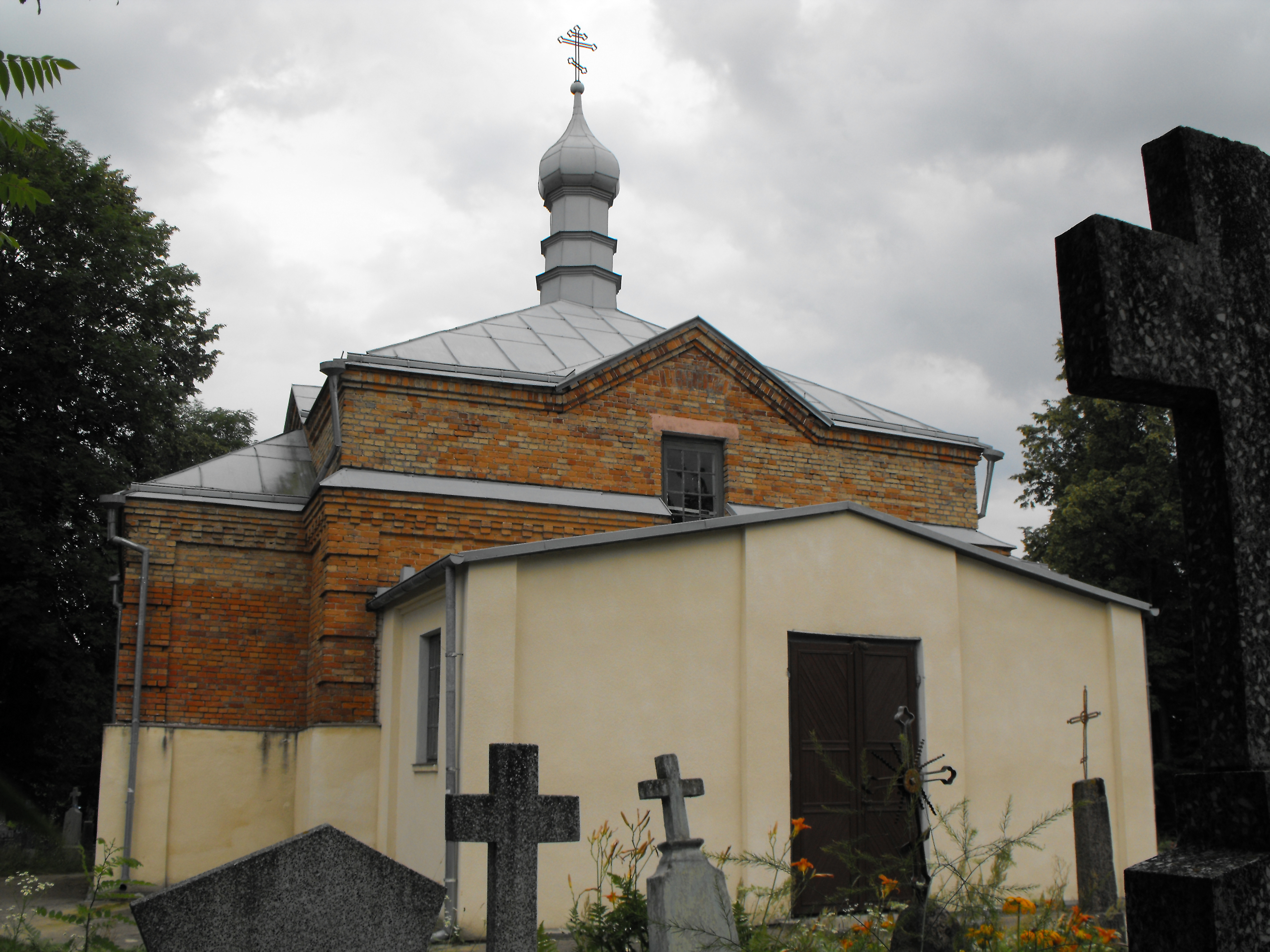
Cerkiew cmentarna Przemienienia Pańskiego w Klejnikach
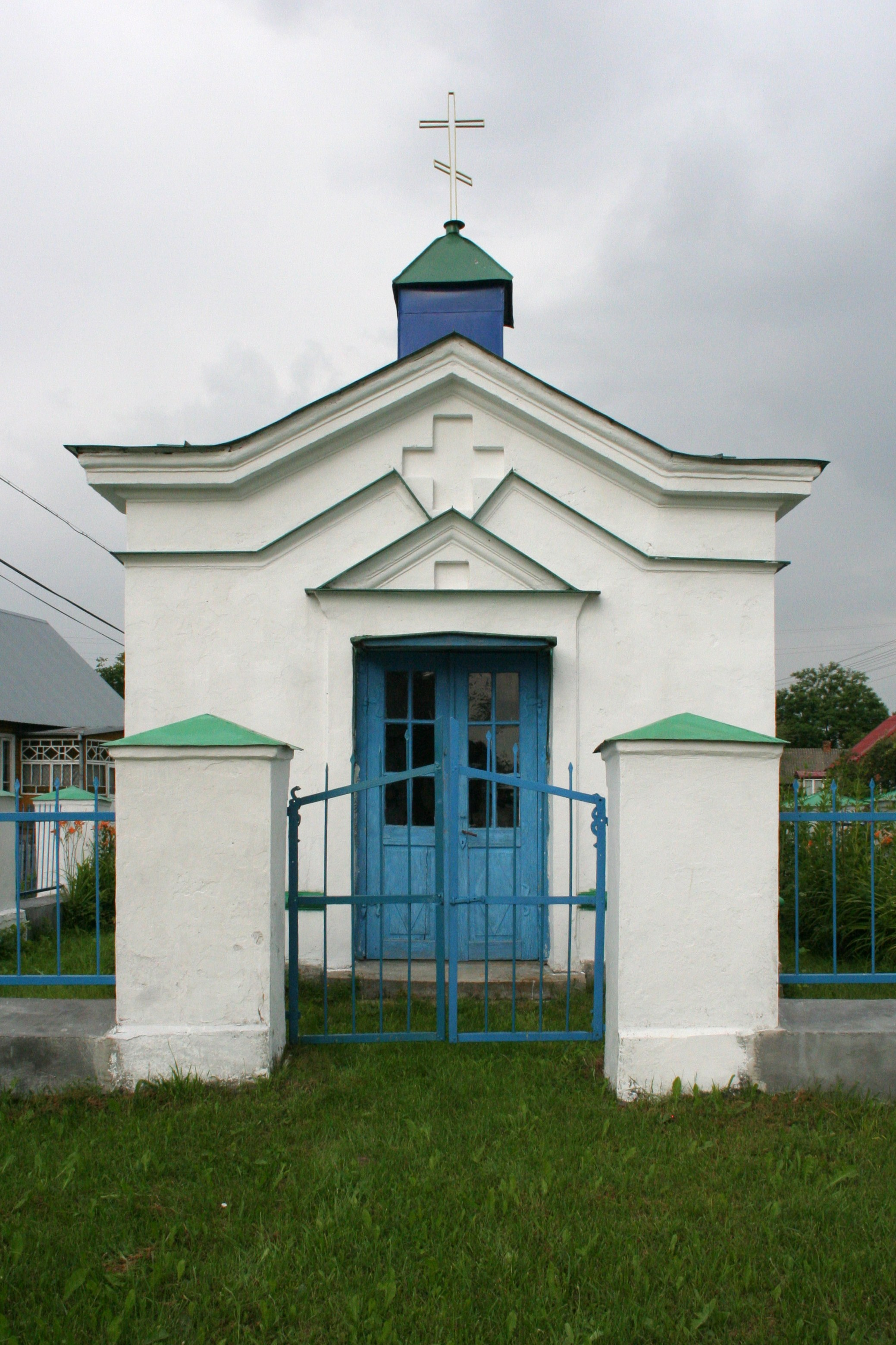
Kaplica św. Mikołaja Cudotwórcy w Klejnikach
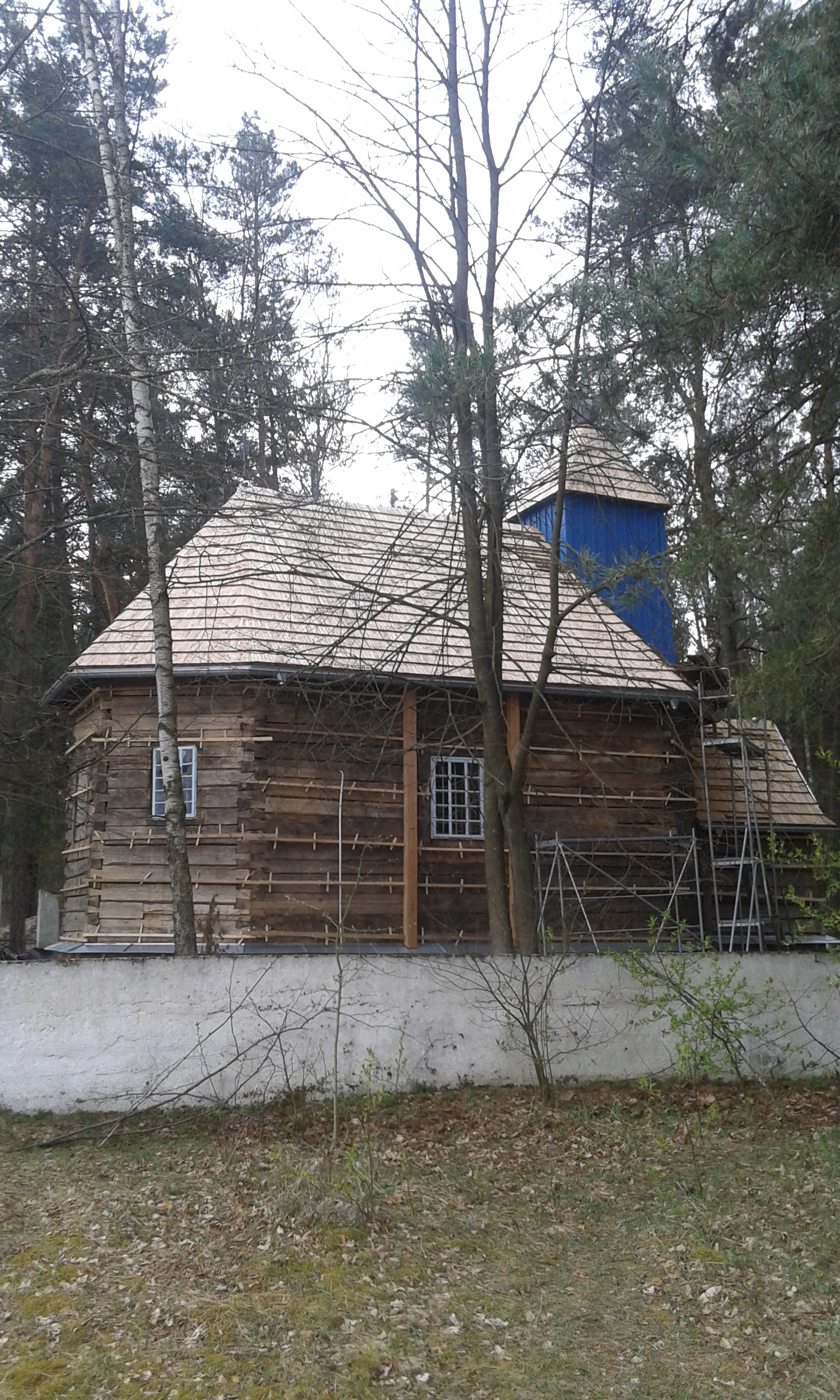
Cerkiew św. Mikołaja w Koźlikach
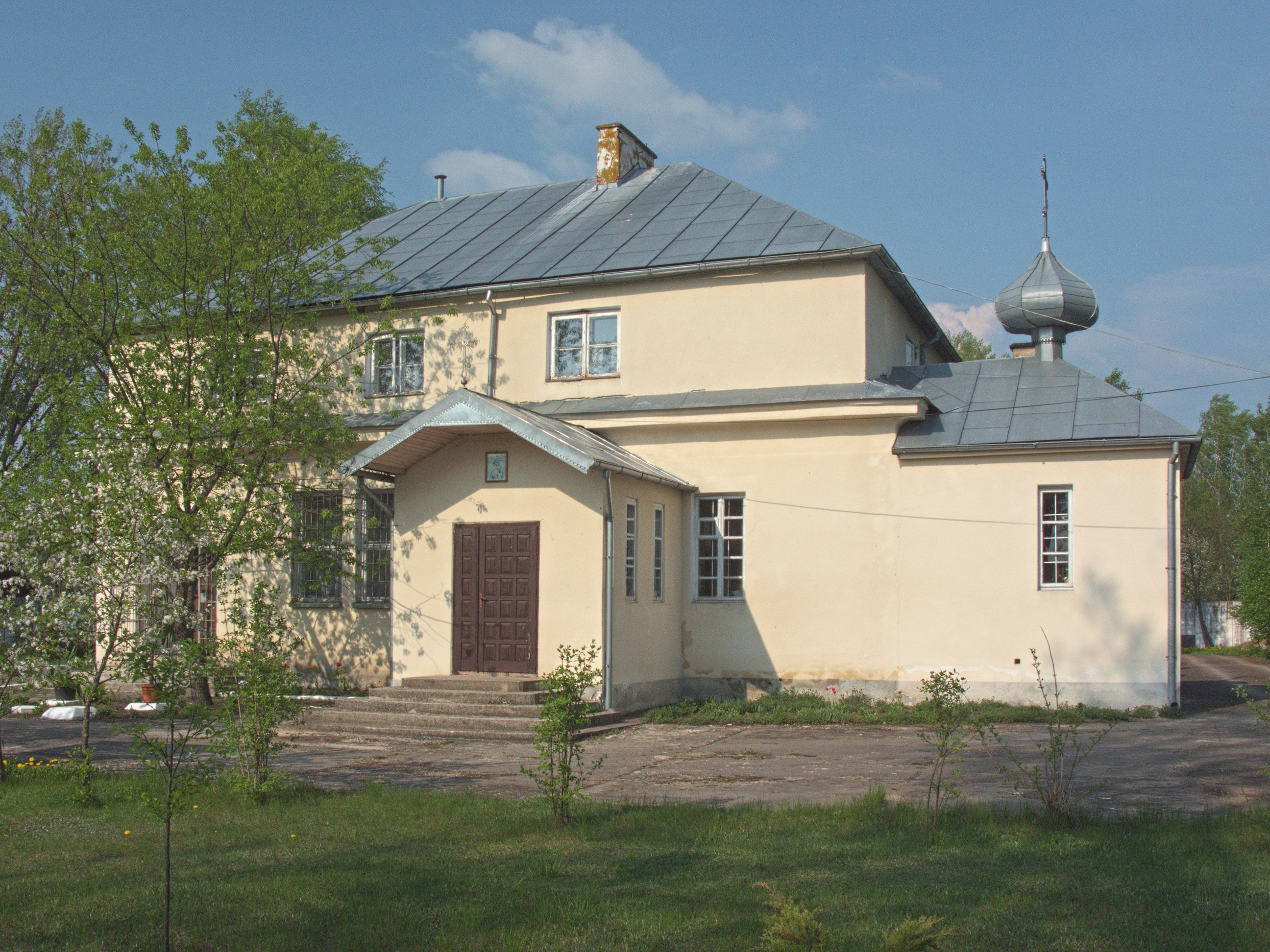
Kaplica Świętych Borysa i Gleba przy Domu Opieki „Arka” w Kożynie